# Deusa
Deusa – gaun wikas samiti we wschodniej części Nepalu w strefie Sagarmatha w dystrykcie Solukhumbu. Według nepalskiego spisu powszechnego z 2001 roku liczył on 799 gospodarstw domowych i 4220 mieszkańców (2145 kobiet i 2075 mężczyzn).